# Hesketh Racing
La Hesketh Racing è stata una squadra automobilistica fondata dall'aristocratico inglese Lord Alexander Hesketh, attiva dal 1972 al 1978. Ha partecipato al campionato mondiale di Formula 1 dal 1973 prima gestendo una vettura March poi, dal 1974 al 1978, come costruttore. Nella categoria ha vinto il Gran Premio d'Olanda 1975 con James Hunt. In precedenza aveva dato vita ad un team di Formula 3, sempre con Hunt come pilota.

## Storia

### Esordi nelle formule minori
La Hesketh Racing nacque per volontà di Lord Alexander Hesketh, all'epoca giovane nobile inglese appassionato di automobilismo. Nel 1972 ebbe modo di conoscere Anthony Horsley, con cui condivideva le stesse passioni e di cui divenne amico. I due acquistarono quindi delle Dastle Mk 9 e fondarono un team per gareggiare in Formula 3 con Horsley come pilota, senza però ottenere risultati degni di nota. Nell'estate di quell'anno entrarono però in contatto con James Hunt, all'epoca all'inizio della sua carriera e che era stato appiedato dalla March, che iniziò a gareggiare con la squadra di Hesketh. Nel corso della stagione sia Horsley sia Hunt danneggiarono i telai delle loro auto e Lord Hesketh decise di tentare il passaggio in Formula 2 procurandosi un telaio della March dell'anno precedente. Con Hunt come pilota, riuscirono a chiudere in zona punti le ultime due gare della stagione. Horsley rimase invece in squadra assumendo un ruolo dirigenziale.
Per il 1973 Hesketh acquistò quindi una Surtees TS15 per continuare a gareggiare in Formula 2. Pur a fronte di un buon telaio, la monoposto era munita di un motore poco performante e Hunt non riuscì a ottenere alcun risultato utile. Dopo un incidente a Pau che aveva gravemente danneggiato il telaio della vettura, Hesketh decise di abbandonare la categoria e concentrare gli sforzi del team sulla Formula 1.

### Il debutto in Formula 1
Il debutto della squadra inglese avvenne alla Race of Champions 1973, una gara extra-campionato, con James Hunt alla guida di una vecchia Surtees TS9. In una competizione aperta anche alle auto di Formula 5000, Hunt ben figurò portando la sua vettura al terzo posto. L'esordio ufficiale avvenne al Gran Premio di Monaco poche settimane più tardi. Hesketh, nel frattempo, aveva assunto il progettista Harvey Postlethwaite e si era procurato una March 731, con cui Hunt riuscì a ben figurare anche su fu costretto al ritiro a pochi giri dal termine per un guasto al motore.
Nelle prime uscite, oltre a farsi notare per un approccio sopra le righe e decisamente sfarzoso al mondo della Formula 1, il team ben figurò con Hunt che colse i primi punti con un sesto posto già alla seconda uscita al Gran Premio di Francia, migliorandosi ulteriormente due settimane più tardi con un quarto posto e il giro più veloce a Silverstone e infine con il gradino più basso del podio a Zandvoort.
Dopo alcune gare senza risultato, la Hesketh chiuse la stagione con un secondo posto al Gran Premio degli Stati Uniti. Già dall'estate Postlethwaite stava comunque lavorando a una vettura costruita direttamente da Hesketh di modo da rendersi autonomo come costruttore e che avrebbe debuttato la stagione successiva.

### Il passaggio a costruttore

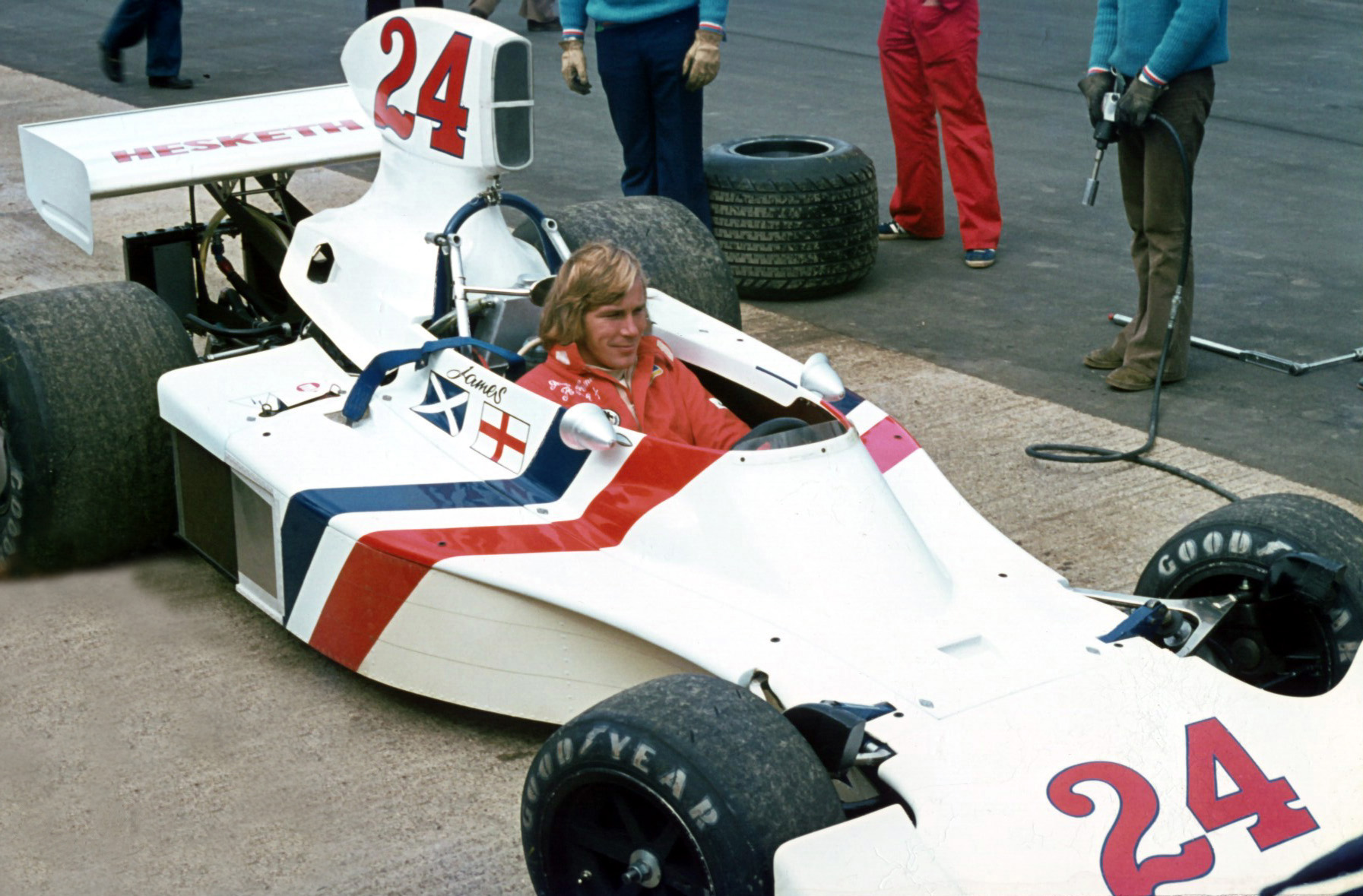
James Hunt, pilota della Hesketh, fotografato durante la Race of Champions 1974

La Hesketh debuttò come costruttore nel campionato del mondo 1974. Già alla fine di gennaio la nuova 308 fece i primi giri di pista a Silverstone per effettuare i collaudi, ma seppure Hunt trovasse la vettura più stabile rispetto alla precedente non la ritenne pronta per il debutto in un Gran Premio. Il team decise quindi di correre le prime due gare con la vecchia March. 
L'esordio avvenne nella gara extra-campionato della Race of Champions 1974, in cui Hunt colse la pole position, ma in una gara disputata sotto la pioggia si ritirò dopo quattro giri per un testacoda. Il debutto in campionato avvenne invece a partire dal Gran Premio d'Argentina. Finalmente i primi risultati arrivarono in Svezia, con un terzo posto; Hunt riuscì inoltre a imporsi al BRDC International Trophy, gara non valida per il mondiale. Va detto che comunque la vettura fino a quel momento aveva ottenuto buone prestazioni in qualifica ed era stata penalizzata dalla scarsa affidabilità. Problemi che si presentarono anche nelle gare successive e terminarono con un altro terzo posto in Austria. Seguirono nelle restanti tre gare sette punti (4º posto in Canada e 3º posto negli USA). La prima stagione terminò, nel complesso, in maniera soddisfacente per il team con la conquista del sesto posto in classifica costruttori.

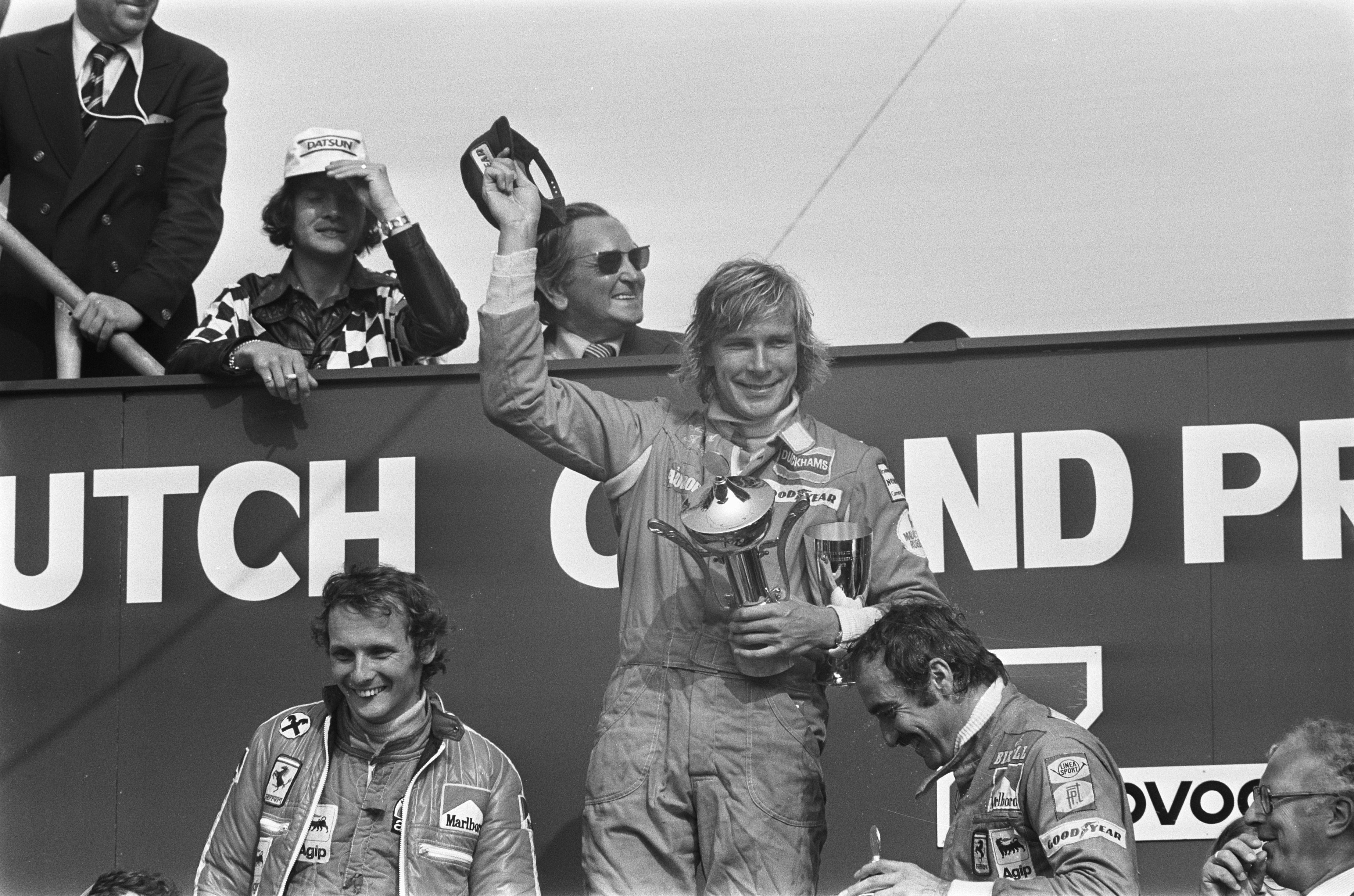
Hunt festeggia la vittoria del Gran Premio d'Olanda 1975

Il 1975 fu, dal punto di vista dei risultati, l'anno migliore della scuderia. Già dalla prima gara della stagione, il Gran Premio d'Argentina, Hunt si dimostrò in grado di competere per la vittoria, chiudendo secondo dopo essere stato a lungo al comando. Dopo un sesto posto in Brasile, seguirono alcune gare avare di risultati sia per errore di Hunt sia per guasti alla monoposto. Al Gran Premio d'Olanda, però, la squadra ottenne la sua prima e unica vittoria nel mondiale di Formula 1, che rappresentò una rivincita per Lord Hesketh nei confronti dei grandi team. La Hesketh ottenne altri due podi in Francia e Austria e, al Gran Premio d'Italia venne fatta esordire la nuova 308C con cui Hunt ottenne altri due piazzamenti a punti. A fine stagione, pilota e scuderia terminarono al quarto posto nelle rispettive classifiche. Ciononostante, le risorse economiche a disposizione del team si erano via via assottigliate, nonostante la vendita di alcuni esemplari di 308 a team clienti per disputare alcune gare del mondiale.

### Il declino
Hesketh, che fino a quel momento aveva gestito la squadra esclusivamente con fondi propri, si trovò nella necessità di contrattualizzare uno sponsor. Si pose quindi il termine del 14 novembre 1975 per concludere un accordo di almeno £300.000, senza tuttavia riuscirvi; annunciò quindi la vendita delle 308C alla Walter Wolf Racing, in cui andò anche Postlethwaite, e il suo disimpegno dalla Formula 1. Hunt, trovatosi inizialmente senza un volante, passò poi in McLaren. Nel 1976 cominciò quindi un periodo di crisi per ciò che rimaneva della scuderia, investita da una pesante crisi finanziaria che mise in dubbio la sua partecipazione alla stagione 1976. Horsley volle infatti continuare l'attività, ingaggiando Nigel Stroud in sostituzione di Postlethwaite, e insieme si occuparono di aggiornare la 308 a una versione D.

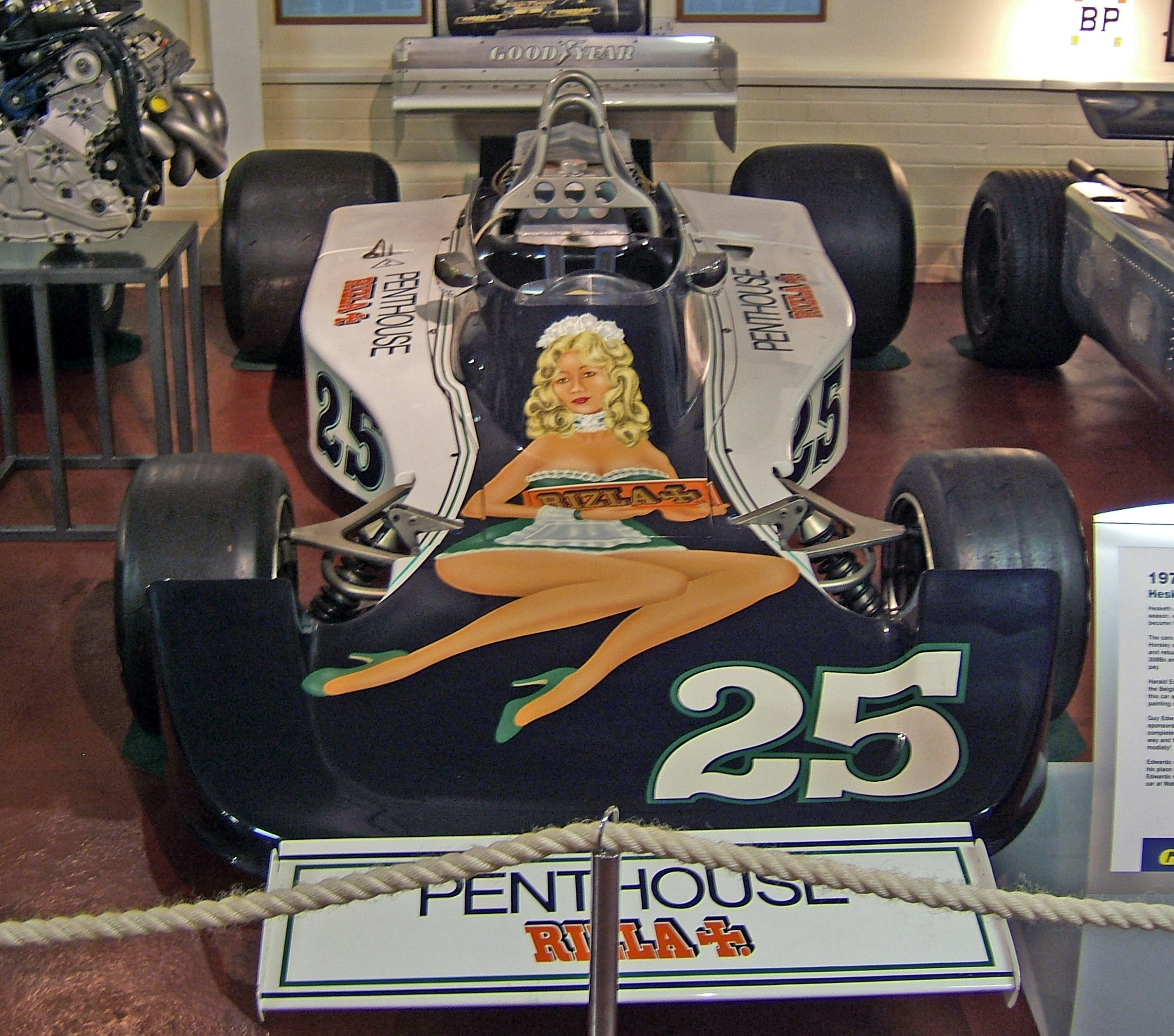
La Hesketh 308D del 1976

La scuderia inglese non disputò tutte le gare del campionato; pilota costante nella formazione schierata fu l'austriaco Harald Ertl, che aveva acquistato una monoposto Hesketh; mentre sulla monoposto numero 25, che aveva come sponsor la produttrice di cartine per sigarette Rizla e la rivista Penthouse sederono Guy Edwards, più frequentemente, ma anche Alex Ribeiro e Rolf Stommelen.
A causa di una vettura poco competitiva che, come rilevato da Patrick Head, presentava notevoli problemi aerodinamici al posteriore, questi piloti erano spesso relegati in ultima fila dopo le qualifiche o addirittura, come nel Gran Premio degli Usa West, nessuna delle due vetture schierate si qualificò (anche a causa di un serio incidente al pilota austriaco Harald Ertl). Il miglior risultato fu rappresentato da un settimo posto colto sempre da Ertl nel Gran Premio di Gran Bretagna, anche se altre due gare videro il pilota austriaco sfiorare i punti con maggior merito: l'Austria ed il Giappone, con due ottavi posti.
Un aspetto piuttosto curioso della stagione è che entrambi i piloti schierati in Germania (Ertl e Edwards) furono fra i protagonisti del salvataggio di Niki Lauda, imprigionato sul Nürburgring nella sua Ferrari in fiamme, dopo l'incidente al Bergwerk. 
Nel 1977 i risultati furono pressoché identici, con qualche miglioramento in qualifica, ma la solita scarsa affidabilità in gara.
Nel 1978 la Hesketh, dopo aver fallito la qualifica nelle prime due gare con la inesperta ex sciatrice Divina Galica, partecipa al solo Gran Premio del Sudafrica con Eddie Cheever. Si chiuse dopo 52 Gran premi l'esperienza della scuderia inglese nel circus della Formula 1.

## Risultati in Formula 1
| Anno | Vettura | Motore            | Gomme | Piloti |  |  |  |  |  |   |  |   |   |   |  |     |    |   |   |  |  | Punti | Pos. |
| ---- | ------- | ----------------- | ----- | ------ |  |  |  |  |  | - |  | - | - | - |  | --- | -- | - | - |  |  | ----- | ---- |
| 1973 | 731     | Ford Cosworth DFV | G     | Hunt   |  |  |  |  |  | 9 |  | 6 | 4 | 3 |  | Rit | NP | 7 | 2 |  |  | -     | -    |

| Anno | Vettura | Motore            | Gomme | Piloti    |  |  |     |    |     |     |   |     |     |     |     |    |     |   |   |  |  | Punti | Pos. |
| ---- | ------- | ----------------- | ----- | --------- |  |  | --- | -- | --- | --- | - | --- | --- | --- | --- | -- | --- | - | - |  |  | ----- | ---- |
| 1974 | P308    | Ford Cosworth DFV | F     | Hunt      |  |  | Rit | 10 | Rit | Rit | 3 | Rit | Rit | Rit | Rit | 3  | Rit | 4 | 3 |  |  | 15    | 6º   |
| 1974 | P308    | Ford Cosworth DFV | F     | Scheckter |  |  |     |    |     |     |   |     |     |     |     | NQ |     |   |   |  |  | 15    | 6º   |

| Anno | Vettura    | Motore            | Gomme | Piloti |   |   |     |     |     |     |     |   |   |   |     |    |    |     |  |  |  | Punti | Pos. |
| ---- | ---------- | ----------------- | ----- | ------ | - | - | --- | --- | --- | --- | --- | - | - | - | --- | -- | -- | --- |  |  |  | ----- | ---- |
| 1975 | P308 P308C | Ford Cosworth DFV | F     | Hunt   | 2 | 6 | Rit | Rit | Rit | Rit | Rit | 1 | 2 | 4 | Rit | 2  | 5  | 4   |  |  |  | 33    | 4º   |
| 1975 | P308 P308C | Ford Cosworth DFV | F     | Lunger |   |   |     |     |     |     |     |   |   |   |     | 13 | 10 | Rit |  |  |  | 33    | 4º   |

| Anno | Vettura | Motore            | Gomme | Piloti |  |  |    |    |    |     |    |     |     |   |   |     |    |    |    |   |  | Punti | Pos. |
| ---- | ------- | ----------------- | ----- | ------ |  |  | -- | -- | -- | --- | -- | --- | --- | - | - | --- | -- | -- | -- | - |  | ----- | ---- |
| 1976 | P308D   | Ford Cosworth DFV | G     | Ertl   |  |  | 15 | NQ | NQ | Rit | NQ | Rit | Rit | 7 | 8 | Rit | 16 | NP | 13 | 8 |  | 0     | 14º  |

| Anno | Vettura    | Motore            | Gomme | Piloti  |  |  |  |  |     |    |    |    |    |    |     |    |    |    |    |     |  | Punti | Pos. |
| ---- | ---------- | ----------------- | ----- | ------- |  |  |  |  | --- | -- | -- | -- | -- | -- | --- | -- | -- | -- | -- | --- |  | ----- | ---- |
| 1977 | P308E P308 | Ford Cosworth DFV | G     | Ertl    |  |  |  |  | Rit | NQ | 9  | 16 | NQ | NA |     |    |    |    |    |     |  | 0     |      |
| 1977 | P308E P308 | Ford Cosworth DFV | G     | Ashley  |  |  |  |  |     |    |    |    |    |    |     | NQ | NQ | NQ | 17 | INF |  | 0     |      |
| 1977 | P308E P308 | Ford Cosworth DFV | G     | Rebaque |  |  |  |  |     |    | NQ | NQ | NQ | NA | Rit | NQ | NQ | NA |    |     |  | 0     |      |

| Anno | Vettura | Motore            | Gomme | Piloti  |    |    |     |    |    |    |  |  |  |  |  |  |  |  |  |  |  | Punti | Pos. |
| ---- | ------- | ----------------- | ----- | ------- | -- | -- | --- | -- | -- | -- |  |  |  |  |  |  |  |  |  |  |  | ----- | ---- |
| 1978 | P308E   | Ford Cosworth DFV | G     | Galica  | NQ | NQ |     |    |    |    |  |  |  |  |  |  |  |  |  |  |  | 0     |      |
| 1978 | P308E   | Ford Cosworth DFV | G     | Cheever |    |    | Rit |    |    |    |  |  |  |  |  |  |  |  |  |  |  | 0     |      |
| 1978 | P308E   | Ford Cosworth DFV | G     | Daly    |    |    |     | NQ | NQ | NQ |  |  |  |  |  |  |  |  |  |  |  | 0     |      |

| Legenda | 1º posto     | 2º posto | 3º posto    | A punti         | Senza punti/Non class.  | Grassetto – Pole position Corsivo – Giro più veloce |
| Legenda | Squalificato | Ritirato | Non partito | Non qualificato | Solo prove/Terzo pilota | Grassetto – Pole position Corsivo – Giro più veloce |

## L'attività motociclistica
Nel 1977 Lord Hesketh decide di costruire la moto che sarebbe dovuta diventare la Rolls-Royce a due ruote. Finalmente nel 1981 la moto, battezzata V1000, entra in produzione ma non riesce a riscuotere il successo sperato, dopo nemmeno un anno Lord Hesketh è costretto a dichiarare bancarotta sommerso dai debiti.
Alla fine del 1982 Lord Hesketh assieme ad altri due soci forma una nuova società: la Hesleydon LTD. Oltre a costruire il modello base V 1000, crea la Vampire, stesso modello dotato però di carenatura super avvolgente. L'avventura però dura altrettanto poco. Da quel momento le moto marchiate Hesketh vengono costruite, solo su ordinazione, da Mick Broom in un'ala riservata della tenuta di Easton Neston nel Northamptonshire. 
Dal 2008 in seguito alla vendita della meravigliosa tenuta di Easton Neston ad un magnate russo da parte di lord Hesketh, le motociclette vengono assemblate in un capannone a Turweston (vicino a Silverstone). Nel 2009 Mick Broom rese nota la sua intenzione di cedere l'attività e godersi un meritato riposo. Nel 2010 l'attività è stata rilevata dall'imprenditore Paul Sleeman, che ha resuscitato il marchio con una rinnovata produzione limitata.